# Платонов, Виталий Васильевич
Виталий Васильевич Платонов (5 декабря 1925 — 4 июня 2017) — советский вице-адмирал (1977). Начальник Высшего военно-морского училища имени М. В. Фрунзе (1974—1979).

## Биография
Родился 5 декабря 1925 года в Севастополе в семье военнослужащего, в будущем адмирала В. И. Платонова.
С 1941 года после начала Великой Отечественной войны В. В. Платонова с семьёй эвакуировали из города Полярного Мурманской области, где служил отец в город Ульяновск.
С февраля 1943 года проходил обучение в Военно-морском училище имени М. В. Фрунзе, будучи курсантом училища, принимал участие в боевых действиях против гитлеровского флота на кораблях Черноморского флота. В 1945 году был участником исторического Парада Победы.
С 1947 года служил артиллеристом крейсера «Баку» на Северном флоте. С 1953 по 1964 годы В. В. Платонов — командир эскадренного миноносца «Ответственный» и начальник штаба бригады ракетных кораблей. В 1967 году окончил Военно-морскую ордена Ленина академию. С 1967 по 1970 годы — начальника штаба 5-й Средиземноморской эскадры ВМФ СССР. С 1970 по 1974 годы — командир учебной дивизией в городе Кронштадте.
С 1974 по 1979 годы — начальник Высшего военно-морского орденов Ленина и Ушакова училища имени М. В. Фрунзе. С 1979 по 1984 годы — военно-морской советник командующего флотом Болгарии.
С 1984 по 1987 годы — первый заместитель начальника Военно-морской орденов Ленина, Октябрьской Революции и Ушакова академии имени А. А. Гречко.
С 1987 года уволен в запас.
Скончался в Санкт-Петербурге 4 июня 2017 года.

## Награды
- Орден Отечественной войны I степени (6.04.1985)
- Два Ордена Трудового Красного Знамени
- Два Ордена Красной Звезды
- Орден «За службу Родине в Вооружённых Силах СССР» III степени